# Vivid (studio)
Pour les articles homonymes, voir Vivid.
Le studio Vivid Entertainment Group, créé en 1984 par Steve Hirsch, David James et rejoint plus tard par Bill Asher, est l'un des plus gros producteurs de films pornographiques au monde et possède un large catalogue de titres en VHS, DVD et numérique. Vivid est racheté par Gamma en 2019.

## Histoire
Steve Hirsch et David James, qui fondèrent le studio en 1984, dirigent Vivid. C'est la première compagnie à avoir pris une actrice en contrat d'exclusivité. Ce fut une des premières décisions des fondateurs de Vivid : Avoir « leur » actrice. L'actrice en exclusivité ne tourne que pour Vivid et assure ainsi sa propre publicité en même temps que celle de la marque. 
La première Vivid girl a été Ginger Lynn. La société Vivid n'hésita pas à faire de la publicité à la sortie du film Ginger alors qu'à l'époque la plupart des sociétés de cinéma pornographique restaient volontairement dans l'ombre.
En 2006 Vivid signe avec le réalisateur Eon McKai (en) pour des productions du style Alt porn dit films pornographiques alternatifs (underground, tatouages, piercings, punk...), sous le nom de Vivid-Alt.
En 2007 Vivid signe un contrat avec l'auteur Tristan Taormino The Ultimate Guide to Anal Sex for Women, livre reçu plusieurs prix (2 AVN Award) et numéro 1 des ventes en 1998. Vivid lui propose de diriger la version édition. Le premier livre est Penny Flame's Expert Guide to Hand Jobs For Men and Women. En 2007 également, le studio commercialise la sextape de Kim Kardashian et Ray J nommée Kim Kardashian, Superstar.

## Modèle économique
Ce studio est surtout connu pour ses « Vivid Girls », un groupe d'actrices pornographiques telles Briana Banks, Jenna Jameson, Ginger Lynn, Kobe Tai, Tera Patrick, Sunrise Adams, et Savanna Samson. Chacune d'entre elles s'est fait un nom dans d'autres studios et a rejoint Vivid une fois la notoriété acquise. Les « Vivid Girls » sont retenues par des contrats d'exclusivité. Elles ont des salaires plus élevés que les actrices indépendantes et tournent dans une poignée de films par an.
Vivid est spécialisé dans le porno chic, les films sont tournés dans des lieux exotiques et avec des gros moyens. Vivid adopte une politique stricte pour le port du préservatif. Les scènes de bondage et discipline, domination et soumission et sado-masochisme sont rares. Vivid n'a pas suivi la voie prise par le reste de l'industrie pornographique américaine à la fin des années 1990, où les scènes sont de plus en plus explicites et les pratiques de plus en plus extrêmes. Vivid produit aussi des films porno gays sous les noms « Vivid Man » et « Vivid Video ».
Vivid produit relativement peu de films par an (par opposition aux nombreux studios de la « San Fernando Valley », qui tournent, montent et distribuent un film de deux heures en l'espace de quatre ou cinq jours) mais mène une politique de promotion des films assez agressive. 
Vivid vend ses productions sur son site internet et les distribue également sur le câble ou le satellite.

## Vivid Girls
Chaque actrice était déjà connue avant de rejoindre Vivid.

Voici une liste non exhaustive 
- Ada Mae Johnson
- Adriana Molinari (sous le nom d'Alex Taylor)
- Allie Haze
- Asia Carrera
- Ashlyn Gere
- Barbara Dare
- Briana Banks
- Capri Anderson
- Cassidey
- Celeste
- Chasey Lain
- Cheyenne Silver
- Chloe Jones
- Christy Canyon
- Dasha
- Deidre Holland
- Devon
- Devon Michaels
- Ginger Lynn
- Heather Hunter
- Hyapatia Lee
- Janine Lindemulder
- Jenna Jameson
- Jill Kelly
- Julia Ann
- Kira Kener
- Kobe Tai
- Kylie Ireland
- Lacey Duvalle
- Lanny Barbie
- Lexie Marie
- Lisa De Leeuw
- The Love Twins (Lacey Love et Lyndsey Love)
- Meggan Mallone
- Monique Alexander
- Nina Mercedez
- Nikki Charm
- Nikki Tyler
- Raylene
- Samantha Strong
- Savanna Samson
- Shannon Wilsey (sous le nom de Savannah)
- Sky Lopez
- Stefani Morgan
- Sunny Leone
- Sunrise Adams
- Tabitha Stevens
- Tawny Roberts
- Taylor Hayes
- Tera Patrick
- Tiffany Taylor
- Violet Blue